# Albert Alexander
Albert Alexander (c. 1897-15 de marzo de 1941), un Agente Policial de la Reserva de nacionalidad británica, .

## Tratamiento
Albert Alexander era condestable en la policía de Oxfordshire, Inglaterra. En diciembre de 1940, el agente Alexander se hirió accidentalmente con la espina de una rosa en su cara. Al final del mes, el rasguño estaba infectado con estafilococos y con estreptococos y fue hospitalizado en el Radcliffe Infirmary. A pesar de los esfuerzos realizados con distintos tratamientos, la cabeza de Alexander estaba cubierta de abscesos y había perdido uno de sus ojos.
Ethel Florey, esposa del farmacólogo y médico Dr. Howard Walter Florey, y el Dr. Charles Fletcher llevaron el caso del agente Alexander a la atención de Florey.
La capacidad de la penicilina para retardar o contrarrestar la infección bacteriana había sido observada por primera vez por Sir Alexander Fleming en 1928. Florey, Ernst Boris Chain y Norman Heatley, en la Escuela Sir William Dunn de Patología de la Universidad de Oxford, estaban trabajando en las aplicaciones médicas de la penicilina, producida por el moho  penicillium notatum, tratando de aislar cantidades del producto lo suficientemente grandes como para realizar un ensayo en un ser humano.
Habiendo probado la penicilina extraída solo en ratones, Florey y sus colegas estaban temerosos de los efectos secundarios que pudieran tener grandes dosis de penicilina. Para un voluntario humano, necesitaban un paciente que se encontrara en una condición terminal, y el agente Alexander desafortunadamente cumplía este requisito.
El 12 de febrero de 1941, el paciente recibió una infusión intravenosa de 160 mg (200 unidades) de penicilina. En 24 horas, la temperatura de Alexander había bajado, su apetito había regresado y la infección había comenzado a sanar. Sin embargo, debido a la inestabilidad de la penicilina y a las restricciones en tiempo de guerra impuestas al laboratorio de Florey, solo se había extraído una pequeña cantidad de penicilina y, aunque Florey y sus colegas extrajeron la penicilina restante de la orina de Alexander, el paciente murió el 15 de marzo de 1941.
Desde entonces, Florey y su equipo decidieron trabajar solo en niños enfermos que no necesitaran cantidades tan grandes de penicilina, hasta que sus métodos de producción mejoraron.